# توموكا شيباساكي
توموكا شيباساكي (باليابانية: 柴崎友香)‏ (أكتوبر 1973 في تايشو-كو - ) روائية من اليابان.

## الجوائز
- جائزة نوما للوجه الأدبي الجديد  [لغات أخرى]‏
- جائزة أكوتاغاوا[5]

## روابط خارجية
- توموكا شيباساكي على موقع IMDb (الإنجليزية)